# Rinxent
Rinxent és un municipi francès situat al departament del Pas de Calais i a la regió dels Alts de França. L'any 2007 tenia 2.768 habitants.

## Demografia

### Població
El 2007 la població de fet de Rinxent era de 2.768 persones. Hi havia 1.032 famílies de les quals 256 eren unipersonals (80 homes vivint sols i 176 dones vivint soles), 324 parelles sense fills, 356 parelles amb fills i 96 famílies monoparentals amb fills.
La població ha evolucionat segons el següent gràfic:
Habitants censats

### Habitatges
El 2007 hi havia 1.137 habitatges, 1.079 eren l'habitatge principal de la família, 13 eren segones residències i 45 estaven desocupats. 1.082 eren cases i 53 eren apartaments. Dels 1.079 habitatges principals, 710 estaven ocupats pels seus propietaris, 348 estaven llogats i ocupats pels llogaters i 21 estaven cedits a títol gratuït; 3 tenien una cambra, 39 en tenien dues, 111 en tenien tres, 279 en tenien quatre i 647 en tenien cinc o més. 734 habitatges disposaven pel capbaix d'una plaça de pàrquing. A 520 habitatges hi havia un automòbil i a 346 n'hi havia dos o més.

### Piràmide de població
La piràmide de població per edats i sexe el 2009 era:
| Homes | Edats   | Dones |
| ----- | ------- | ----- |
| 0     | 95 o +  | 4     |
| 0     | 90 a 94 | 16    |
| 4     | 85 a 89 | 36    |
| 16    | 80 a 84 | 12    |
| 52    | 75 a 79 | 72    |
| 60    | 70 a 74 | 76    |
| 44    | 65 a 69 | 84    |
| 68    | 60 a 64 | 52    |
| 68    | 55 a 59 | 52    |
| 68    | 50 a 54 | 88    |
| 104   | 45 a 49 | 104   |
| 116   | 40 a 44 | 64    |
| 128   | 35 a 39 | 124   |
| 68    | 30 a 34 | 100   |
| 88    | 25 a 29 | 112   |
| 92    | 20 a 24 | 88    |
| 88    | 15 a 19 | 100   |
| 116   | 10 a 14 | 72    |
| 124   | 5 a 9   | 88    |
| 64    | 0 a 4   | 52    |

## Economia
El 2007 la població en edat de treballar era de 1.796 persones, 1.173 eren actives i 623 eren inactives. De les 1.173 persones actives 1.014 estaven ocupades (599 homes i 415 dones) i 159 estaven aturades (85 homes i 74 dones). De les 623 persones inactives 148 estaven jubilades, 182 estaven estudiant i 293 estaven classificades com a «altres inactius».

### Ingressos
El 2009 a Rinxent hi havia 1.100 unitats fiscals que integraven 2.849 persones, la mediana anual d'ingressos fiscals per persona era de 14.428 €.

### Activitats econòmiques
Dels 110 establiments que hi havia el 2007, 5 eren d'empreses extractives, 1 d'una empresa alimentària, 1 d'una empresa de fabricació de material elèctric, 11 d'empreses de fabricació d'altres productes industrials, 15 d'empreses de construcció, 25 d'empreses de comerç i reparació d'automòbils, 6 d'empreses de transport, 6 d'empreses d'hostatgeria i restauració, 3 d'empreses d'informació i comunicació, 4 d'empreses financeres, 5 d'empreses immobiliàries, 9 d'empreses de serveis, 13 d'entitats de l'administració pública i 6 d'empreses classificades com a «altres activitats de serveis».
Dels 33 establiments de servei als particulars que hi havia el 2009, 1 era una oficina de correu, 1 una oficina bancària, 1 funerària, 6 tallers de reparació d'automòbils i de material agrícola, 1 taller d'inspecció tècnica de vehicles, 2 autoescoles, 3 paletes, 1 guixaire pintor, 4 fusteries, 4 electricistes, 2 empreses de construcció, 3 perruqueries, 3 restaurants i 1 agència immobiliària.
Dels 7 establiments comercials que hi havia el 2009, 1 era un hipermercat, 1 una botiga de menys de 120 m², 1 una sabateria, 1 una botiga d'electrodomèstics i 3 floristeries.
L'any 2000 a Rinxent hi havia 10 explotacions agrícoles.

## Equipaments sanitaris i escolars
El 2009 hi havia 1 farmàcia i 1 ambulància.
El 2009 hi havia 1 escola maternal i 1 escola elemental.

## Poblacions més properes
El següent diagrama mostra les poblacions més properes.